# Lijst van voetbalinterlands Anguilla - Barbados (vrouwen)
Deze lijst van voetbalinterlands is een overzicht van alle officiële voetbalinterlands tussen de nationale vrouwenteams van Anguilla en Barbados. De landen hebben tot nu toe één keer tegen elkaar gespeeld.

## Wedstrijden
| № | Plaats     | Datum         | Competitie                          | Wedstrijd           | Uitslag |
| - | ---------- | ------------- | ----------------------------------- | ------------------- | ------- |
| 1 | Bridgetown | 28 maart 2010 | CONCACAF Gold Cup 2010 kwalificatie | Barbados − Anguilla | 3 − 0   |

## Samenvatting
| Competitie                     | Totaal gespeeld | Winst Anguilla | Gelijk | Winst Barbados | Doelsaldo Anguilla – Barbados |
| ------------------------------ | --------------- | -------------- | ------ | -------------- | ----------------------------- |
| CONCACAF Gold Cup kwalificatie | 1               | 0              | 0      | 1              | 0 − 3                         |
| Totaal                         | 1               | 0              | 0      | 1              | 0 − 3                         |